# Маклин (Саскачеван)
Маклин (енгл. Macklin) је насељено место са административним статусом варошице на крајњем западу канадске провинције Саскачеван. Насеље се налази на магистралном друму 31 на свега 5 км источно од административне границе са провинцијом Алберта и на око 110 км јужније од града Лојдминстера. У околини насеља налазе се најбогатија нафтоносна поља у провинцији.
Занимљивост вароши је да њене улице носе имена по најпознатијим дневним новинама и часописима (Тајмс, Хералд, Трибјун, Глоуб, Мирор, Експрес).

## Историја
Први досељеници у подручје око Маклина стижу 1906/07, а ново насеље добија име по власнику једних винипешких новина које су детаљније извештавале о напретку градње железнице кроз ово подручје. Свега пар година од оснивања број становника је порастао на преко 300 (1911), што је Маклину 1912. донело административни статус варошице. 
Иако је експлоатација нафте и земног гаса једна од делатности која доноси највише прихода локалном становништву, пољопривреда је и даље примарна привредна делатност. Крај је познат по узгоју пшенице, грашка, пасуља и сунцокрета, те по бројним сточарским фармама на којима се узгајају бизони и нојеви. 

## Демографија
Према резултатима пописа становништва из 2011. у варошици је живело 1.415 становника у 559 домаћинстава, што је за 9,7% више у односу на 1.290 житеља колико је регистровано 
приликом пописа 2006. године.